# Pseudathyma plutonica
Pseudathyma plutonica is een vlinder uit de onderfamilie Limenitidinae van de familie Nymphalidae. De wetenschappelijke naam van de soort is voor het eerst geldig gepubliceerd in 1902 door Arthur Gardiner Butler.